# Березівське (село)
Березі́вське — село в Україні, у  Кадіївській міській громаді Алчевського району Луганської області. Населення становить 963 осіб. Орган місцевого самоврядування — Березівська сільська рада.
Знаходиться на тимчасово окупованій території України.
Відповідно до Розпорядження Кабінету Міністрів України від 12 червня 2020 року № 717-р «Про визначення адміністративних центрів та затвердження територій територіальних громад Луганської області» увійшло до складу Кадіївської міської громади.

## Географія
Село розташоване на річці Лугані, біля впадання в неї Балки Камишувахи (лівої притоки). На північ і північний захід від населеного пункту проходить лінія розмежування сил на Донбасі (див. Мінська угода (2015)). Сусідні населені пункти: місто Золоте (вище за течією Камишевахи) на заході, селище Молодіжне і місто Сокологірськ на південному заході, Голубівка (вище за течією Лугані) на півдні, селища Голубівське (нижче за течією Лугані), Донецький, село Жолобок на північному сході.

## Населення
Згідно з переписом УРСР 1989 року чисельність наявного населення села становила 1247 осіб, з яких 573 чоловіки та 674 жінки.
За переписом населення України 2001 року в селі мешкало 960 осіб.

### Мова
Розподіл населення за рідною мовою за даними перепису 2001 року:
| Мова       | Відсоток |
| ---------- | -------- |
| українська | 79,65 %  |
| російська  | 20,15 %  |
| білоруська | 0,10 %   |
| молдовська | 0,10 %   |